# 韓賢光
韓賢光（1958年11月18日—2025年5月12日），印尼華僑，台灣音樂製作人和創作人。具有演唱會總監、金曲獎評審等資歷。

## 生平
韓賢光來自印尼，1978年來台灣求學，1980年開始發展音樂生涯，開始於民歌餐廳演出，擔任吉他手。隨後組了搖滾團體幻眼合唱團，擔任團長與貝斯手，其他團員尚有吉他手李庭匡、鼓手李兆雄；1984年加入了主唱薛岳，發行了首張專輯《搖滾舞台》，而從此以後還發行了許多引起話題的專輯如《天梯》、《不要在街上吻我》等等。2000年重新組合了雷樂隊—《R.A.Y. Band》，擔任貝斯手兼隊長，其他成員尚有吉他手羅西（Rashid）、鼓手黃顯忠（Alan）。此時期發行的專輯有《RAY Band : 雷樂隊同名專輯》、《RAY Party》。在2008年，以個人名義發行了專輯《感恩的歌》、及2016年發行了EP《YEN 3Y ROCK白搖滾》。

### 逝世
2025年5月8日，韓賢光在上海因心臟驟停而緊急送醫，經過四天搶救後仍於5月12日凌晨病逝，享壽67歲。

## 合作過的歌手
- 薛岳 (歌手)
- 優客李林
- 秀蘭瑪雅
- 林志炫
- 南方二重唱
- 南台灣小姑娘
- 范曉萱
- 范怡文
- 文章
- 于冠華
- 謝宇書
- 陳偉
- 伊能靜
- 霍正奇
- 天心
- 徐世珍
- 曲佑良
- 中堅份子
- 郭獎
- 黎姿
- 張文森
- 王渝
- 鄭新瑋
- 阿桑
- 潘安邦
- 高凌風/寶弟

## 外部連結
韓賢光臉書粉絲專頁
搖滾歌手老來得女 「至少要活到77歲」 （页面存档备份，存于）
幻影合唱團 （页面存档备份，存于）臉書粉絲專頁